# Marinus Nijsse
Marinus Nijsse (1904 – 1978) was een Nederlandse onderwijzer. Tevens was hij dichter en schrijver van (deels) christelijke werken.
Deze dichter van Zeeuwse komaf werd met name bekend in de kring van bevindelijk gereformeerden en was lid van de Gereformeerde Gemeenten. Vooral voor bladen als Daniël, Paulus en De Saambinder - respectievelijk uitgaven van de Zending Gereformeerde Gemeenten, de Jeugdbond Gereformeerde Gemeenten en het Deputaatschap voor de Saambinder - schreef hij veel gedichten. Daarnaast verschenen de volgende dichtbundels: Eerstelingen (1963); Rijpende vrucht (1965); Gelezen aren (1974); De levensgang (1976); De Alpha en de Omega (1976) en Het goed dat eeuwig is (1982). Het totaal aantal gedichten bedraagt waarschijnlijk zo'n 500.
Nijsse schreef het volgende proza: Langs de Zeeuwsche Schorren (1935); Door woelig water (1936); Rondom Scheldehof (z.j.); Het rode paard in Zeeland (1965) en Mensen van het Oude Land (1976). Postuum verscheen in 1991 het boekje  Morgenster over zendingspionierswerk in Afrika. Daarnaast schreef hij een Jeugdbijbel (1976) en Bijbelse vertellingen over Abraham en David en Goliath.
Marinus Nijsse was een tijdlang vaste medewerker van Daniël, Paulus en de Saambinder. Verder maakte hij jarenlang deel uit van het bestuur van de Jeugdbond.
- International Standard Name Identifier: 0000 0000 3796 5149
- Library of Congress Control Number: n2001020756
- Nederlandse Thesaurus van Auteursnamen: 070856508
- Virtual International Authority File: 28874952
- WorldCat: E39PBJhmJGww4tFrRkGt4kjHmd